# بیبرویر
بیبرویر (به آلمانی: Biberwier) یک منطقهٔ مسکونی در اتریش است که در ناحیه رویت واقع شده‌است. بیبرویر ۲۹٫۴ کیلومتر مربع مساحت دارد ۹۸۹ متر بالاتر از سطح دریا واقع شده‌است.